# Cosmodrom

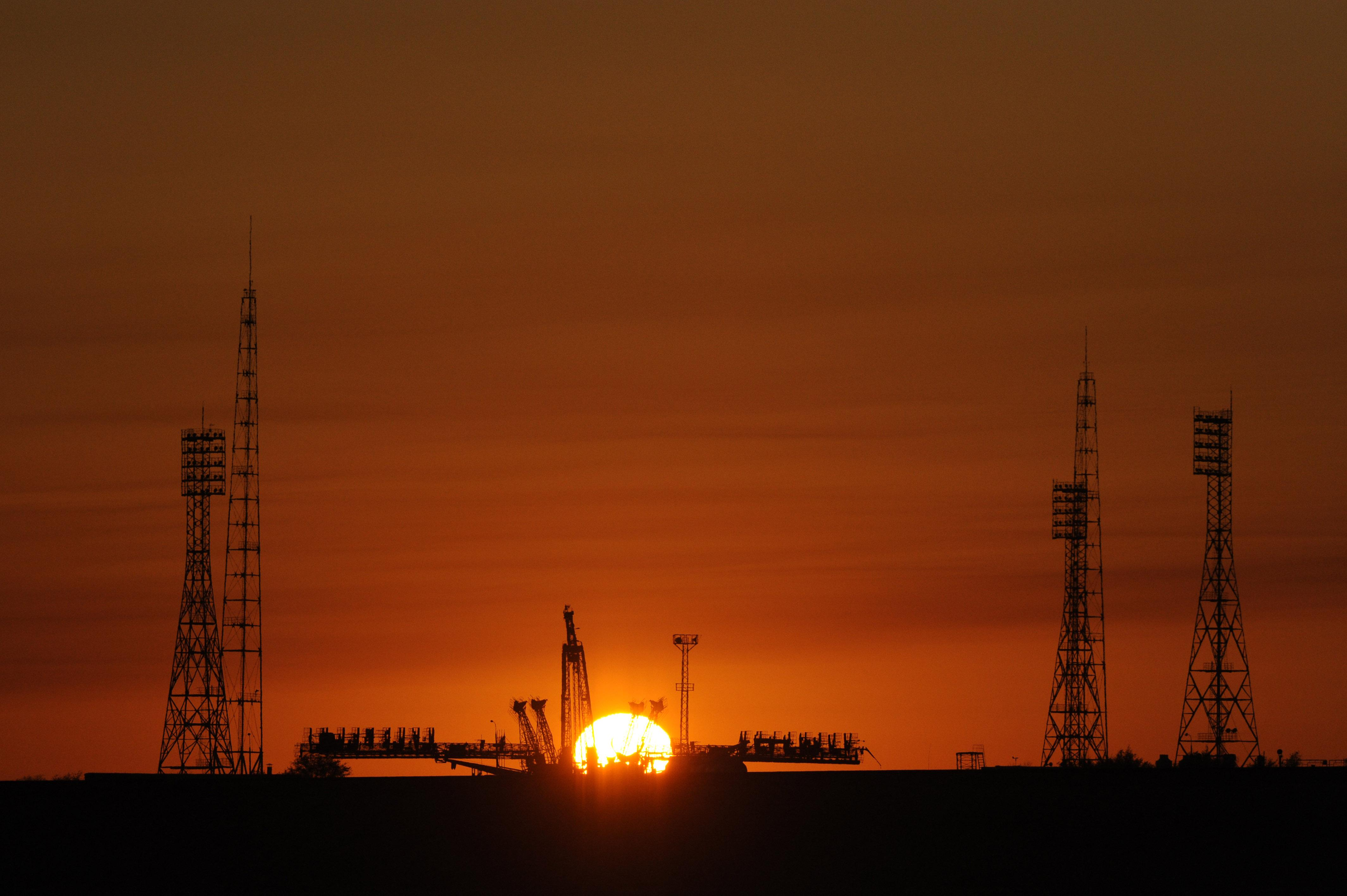
Cosmodromul Baikonur

Cosmodromul (din franceză cosmodrome sau rusă космодром) sau astrodromul ori complexul de lansare este un complex de instalații, echipamente, construcții și terenuri aferente special amenajate în scopul asamblării, verificării și lansării sateliților artificiali ai Pământului și a navelor cosmice, precum și urmăririi zborurilor acestora și transmiterii comenzilor de corecție. 
Principalele cosmodromuri sunt Cape Canaveral (fostul Cape Kennedy) și Vandenberg (Statele Unite), Baikonur (Kazahstan), Plesețk și Kapustin Iar (Federația Rusă), Kourou (Uniunea Europeană, anterior Franța), Xichang (China) și Tanegashima (Japonia)  .

## Hartă cu cosmodroamele actuale

Cosmodroamele actuale, 29. Decembrie 2013.